# Fanta Diagouraga
Fanta Diagouraga (n. 30 iunie 2000, Trappes, Franța) este o handbalistă congoleză care joacă pentru clubul românesc CS Măgura Cisnădie și pentru echipa națională a Republicii Congo. Diagouraga evoluează pe postul de centru.

## Biografie
Fanta Diagouraga a început să joace handbal la vârsta de 8 ani, la școală, și a continuat să practice acest sport și la liceu, fiind apoi legitimată la clubul din Saint-Cyr-l'École, o comună din departamentul Yvelines. A jucat la echipa a doua a clubului Paris 92, iar la 18 ani a fost transferată de echipa Dijon Handball, unde a rămas timp de două sezoane. Diagouraga s-a întors în divizia secundă franceză D2 în 2020, după ce a semnat cu clubul Noisy-le-Grand. 
În 2021-2022, ea a fost cea mai bună marcatoare din liga D2, cu 181 de goluri înscrise, fapt care i-a dat ocazia să semneze un contract cu Celles-sur-Belle, o echipă din D1, prima ligă franceză. După un prim sezon reușit, handbalista și-a prelungit cu încă un an contractul cu Celles-sur-Belle, în februarie 2023.
Din decembrie 2023 până în iunie 2024, Fanta Diagouraga a evoluat la CSM Deva iar după aceea s-a transferat la Măgura Cisnădie.
Naturalizată congoleză, ea a luat parte la Campionatul African din 2022, unde echipa Republicii Congo a câștigat medalia de bronz. De asemenea, Diagouraga a participat cu Congo la campionatele mondiale din 2021 și 2023.

## Palmares

### Internațional
- Campionatul African de Handbal Feminin:
  -  Medalie de bronz: 2022